# Spektrograf
Spektrograf (grčki grafo = pišem) instrument je za analizu spektra elektromagnetskog zračenja zapisivanjem spektra na fotografsku ploču ili fotografski film. Spektrograf se sastoji od optičke prizme ili optičke rešetke koji služe za rastavljanje elektromagnetskog zračenja na spektar. Spektrografi se mogu koristiti za analizu vidljivog zračenja, infracrvenog zračenja ili ultraljubičastog zračenja. Za određeno spektralno područje, potrebno je upotrijebiti fotografski film ili fotografsku ploču koja je osjetljiva u tom spektralnom području.